# Gerhard Stolze
Pour les articles homonymes, voir Stolze.
Gerhard Stolze (né le 1er octobre 1926 à Dessau - mort le 11 mars 1979 à Garmisch-Partenkirchen) était un ténor allemand.

## Biographie
Il étudia à Dresde et y débuta en 1949. De 1953-1961 il chanta à Berlin-Est, mais quitta la RDA peu avant l'achèvement du Mur pour s'installer à Vienne (Autriche). 
Il était considéré comme le meilleur « ténor de caractère » wagnérien de sa génération, ce qu'il démontra année après année tant au Festival de Bayreuth (dès la réouverture en 1951) qu'au Festival de Salzbourg (à partir de 1959). 
Ses nombreux enregistrements témoignent de sa voix aigüe et ductile, dont le chanteur rachetait le manque objectif de beauté par un incomparable talent d'acteur, dont quelquefois il abusait. 
Stolze est le successeur d'interprètes comme Paul Kuën (de) et Gerhard Unger, et son héritier musical (à tous points de vue) est Heinz Zednik.

## Discographie (sélection)
- Avec Georg Solti : L'Anneau du Nibelung (Mime dans Siegfried), Salomé (Hérode), Elektra (Éghiste), La Flûte enchantée (Monostatos)
- Avec Herbert von Karajan : L'Anneau du Nibelung (Loge / Mime dans L'Or du Rhin et Siegfried)
- Avec Hans Knappertsbusch : Les Maîtres Chanteurs de Nuremberg (David)
- Avec Karl Boehm :  Wozzeck (Le Capitaine)